# Yxnerums socken
Yxnerums socken i Östergötland ingick i Skärkinds härad (före 1892 även delar i Bankekinds härad, Hammarkinds härad och Norra Tjusts härad), ingår sedan 1971 i Åtvidabergs kommun och motsvarar från 2016 Yxnerums distrikt.
Socknens areal är 103,87 kvadratkilometer, varav 81,90 land. År 2000 fanns här 189 invånare. Kyrkbyn Yxnerum med sockenkyrkan Yxnerums kyrka ligger i socknen. 

## Administrativ historik
Yxnerums socken har medeltida ursprung.
Före 1892 tillhörde av socken 9 3/4 mantal till Skärkinds härad, 1 1/2 mantal till Bankekinds härad, 1/2 mantal (Stensum) till Hammarkinds härad (Ringarums civila socken) samt 2 3/4 mantal - Yxnerums skate - till Norra Tjusts härad, Kalmar län (Hannäs civila socken). Alla delar från 1892 i denna socken och härad och Östergötlands län.
Vid kommunreformen 1862 övergick socknens ansvar för de kyrkliga frågorna till Yxnerums församling och för de borgerliga frågorna till Yxnerums landskommun. Landskommunen inkorporerades 1952 i Björsäters landskommun och ingår sedan 1971 i Åtvidabergs kommun. Församlingen uppgick 1 januari 2006 i Björsäter-Yxnerums församling som i sin tur 2010 uppgick i Åtvids församling.
1 januari 2016 inrättades distriktet Yxnerum, med samma omfattning som församlingen hade 1999/2000.  
Socknen har tillhört samma fögderier och domsagor som socknens härader.  De indelta soldaterna tillhörde  Första livgrenadjärregementet, Livkompaniet, Andra livgrenadjärregementet, Tjusts kompani och Kalmar regemente, Sevedes kompani.

## Geografi
Yxnerums socken ligger kring sjöarna Yxningen och Saken på gränsen till Småland. Socknen är en småkuperad skogbevuxen berg- och moränterräng med odlad mark i sänkorna.

## Fornlämningar
Kända från socknen är några gravar och stensättningar från järnåldern.

## Namnet
Namnet (1383 Yxnarwma) kommer från en bebyggelse vid kyrkan. Förleden är troligen yxna, en genitivform av ordet oxe. Efterleden är rum, 'öppen plats'.

### Fotnoter
1. 1 2  Svensk Uppslagsbok andra upplagan 1947–1955: Yxnerum socken
2. 1 2  Harlén, Hans; Harlén Eivy (2003). Sverige från A till Ö: geografisk-historisk uppslagsbok. Stockholm: Kommentus. Libris 9337075. ISBN 91-7345-139-8
3. ↑  ”Församlingar”. Statistiska centralbyrån. https://www.scb.se/hitta-statistik/regional-statistik-och-kartor/regionala-indelningar/forsamlingar/. Läst 30 december 2022.
4. ↑  Administrativ historik för Yxnerum socken (Klicka på församlingsposten). Källa: Nationella arkivdatabasen, Riksarkivet.
5. 1 2  Sjögren, Otto (1931). Sverige geografisk beskrivning del 2 Östergötlands, Jönköpings, Kronobergs, Kalmar och Gotlands län. Stockholm: Wahlström & Widstrand. Libris 9939
6. 1 2  Nationalencyklopedin
7. ↑  Fornlämningar, Statens historiska museum: Yxnerums socken
8. ↑  Fornminnesregistret, Riksantikvarieämbetet: Yxnerums socken Fornminnen i socknen erhålls på kartan genom att skriva in sockennamn (utan "socken") i "Ange geografiskt område"
9. ↑  Mats Wahlberg, red (2003). Svenskt ortnamnslexikon. Uppsala: Institutet för språk och folkminnen. Libris 8998039. ISBN 91-7229-020-X. https://isof.diva-portal.org/smash/get/diva2:1175717/FULLTEXT02.pdf